# Дунавци
Вижте пояснителната страница за други значения на Дунавци.
Ду̀навци е град в Северозападна България, област Видин, община Видин, в близост до Видин.
По данни на ГРАО към 15 март 2024 г. в града живеят 2380 души по настоящ адрес и 2399 души по постоянен адрес.

## География
Град Дунавци е разположен във Видинската низина близо до река Дунав на 8 километра от областния град Видин. В северната му част (кв. Видбол) протича река Войнишка река (или Търнянска река), а в южната му част (кв. Гурково) протича река Видбол.
Недалеч (след с. Синаговци) се намира Божурица – местност с курортен комплекс (туристическа хижа „Божурица“, хотел-ресторант „Божурица“, почивни станции) и язовир „Божурица“.

## История
Дунавци е обединено населено място, образувано на 12 декември 1955 г. чрез сливането на селата Видбол и Гурково, считани днес за негови съставни квартали. Обединеното село е обявено за селище от градски тип на 11 септември 1964 г., което става град от 4 септември 1974 г.
Село Видбол е административен център на Община Видбол (включвала и с. Гурково) от 28 септември 1949 година. Тя е преименувана на Община Дунавци при създаването (12.12.1955) на обединеното село Дунавци, което става неин административен център. Общината просъществува до 6 октомври 1987 година, когато е присъединена към Община Видин.
По време на колективизацията в селото е създадено Трудово кооперативно земеделско стопанство „Ново време“, преименувано по-късно на „Климент Тимирязев“.

## Население
Преброяване на населението през 2011 г.
Численост и дял на етническите групи според преброяването на населението през 2011 г.:
|                     | Численост | Дял (в %) |
| Общо                | 2254      | 100,00    |
| Българи             | 1950      | 86,51     |
| Турци               | 0         | 0,00      |
| Цигани              | 227       | 10,07     |
| Други               | 3         | 0,13      |
| Не се самоопределят | 28        | 1,24      |
| Неотговорили        | 46        | 2,04      |

## Икономика
Поради близостта му до областния град Видин и разположението му край главни автомобилен и железопътен път, макар и лишен от статута на общински център, градът успява да запази темповете на икономически растеж след 1989 г. Развито е селското стопанство, има фуражен завод, производство на колбаси, изградени са бази на транспортни фирми и спомагателен бизнес.
Край града минава първокласният Републикански път I-1 от София за Видин, който е част от Европейски път E79 и 4-ти паневропейски транспортен коридор. Селището се обслужва от гара Видбол и спирка Синаговци-Гурково на железопътната линия Видин – София, преминават автобусни линии от Видин до други селища, включително София и Бургас.

## Култура
В града работят читалище „Светлина“ и библиотека. Провежда се ежегоден панаир на 2 – 5 юни.

## Личности
- Иван Стоянов Качков – кмет на с. Видбол преди 09.09.1944 г. Работил като писар в Националната библиотека „Кирил и Методий“ в София. Автор на първата Летописна книга на българското образование, съхранявана в Държавния архив.
- Асен Тодоров Качков (1933 – 1989) – родолюбив българин и пламенен патриот, представител на стария български род Качкови с почти 170-годишна документирана история. Виден общественик, иновативен машинен конструктор, учител, актьор с десетки роли в театъра. Талантлив музикант, свирил в Градския духов оркестър на Видин и в оркестъра на Дома на учителя. Създател, ръководител и диригент на първия фанфарен оркестър във Видин и втората мажоретна ученическа формация във Видински окръг. Научната му дейност е отбелязана в специализирани издания на Министерството на образованието и ЦИУУРК към БАН. В периода 1968 – 1972 г. конструира и създава първите 3 модела български автомобили, преминали задължителните технически изпитания и получили разрешение за движение по пътната мрежа на страната, но не стигнали до серийно промишлено производство.
- Цветана Кирова (1920 – 2004) – общественичка, кметица (1944 – 1954) на с. Гурково
- Цветана Марчова Ненова – почетен гражданин на гр. Дунавци
- Савина Томова Тошевска-Панкова (1938 – 2002) – лекар-педиатър, учила медицина в Букурещ и София, дългогодишен главен лекар на Дом „Майка и дете“, Видин
- Цветан Йоцов Ванков – общественик, допринесъл за културата на града